# Usersnap
Usersnap — австрийская компания, специализирующаяся на разработке веб-приложений, расположенная в городе Линц, Австрия. Компания наиболее известна благодаря своей визуальной системе отслеживания ошибок и управления обратной связью, применяемой веб-разработчиками, веб-дизайнерами и менеджерами клиентских служб по всему миру. В мировом масштабе Usersnap обслуживает 1000 клиентов, включая такие компании, как Microsoft, Facebook, Hawaiian Airlines и Runtastic.
Usersnap упоминалась в статье Алисон Коулман в журнале Forbes как один из европейских стартапов, на который следует обратить особое внимание.

## История
Usersnap была основана в 2013 году двумя братьями Флорианом и Грегором Дорфбауерами и Джозефом Траунером. Идея Usersnap возникла в процессе работы основателей над веб-приложениями, когда они столкнулись с коммуникационными проблемами.
В основе продукта лежит идея о том, чтобы наладить информационное взаимодействие с помощью средства зрительной коммуникации и сделать процесс веб-разработки более эффективным. Трое основателей начали работать над своим первым продуктом в начале 2012 года. В 2013 году Usersnap привлекла инвестиции SpeedInvest. Затем последовали ещё четыре инвестиции от Angel-Investors (Европа/США).

## Программное обеспечение для отслеживания ошибок
Виджет отслеживания ошибок Usersnap может быть добавлен на любой сайт. Он позволяет веб-разработчикам оптимизировать процесс обеспечения качества веб-проектов. Баг-трекер создает скриншоты текущего содержимого браузера и позволяет пользователям добавлять комментарии прямо в своем браузере. Баг-трекер Usersnap — это средство зрительной коммуникации, которое помогает сообщать о проблемах и обмениваться комментариями разработчикам, клиентам и всем остальным, вовлеченным в веб-проект.

## Зрительная коммуникация
Usersnap позволяет пользователям передавать сообщения в визуальной форме. В основе лежит идея о том, что наш мозг может обрабатывать зрительную информацию в 80 000 раз быстрее, чем текстовую. Цель Usersnap — дать возможность пользователям показать проблемы и идеи вместо того, чтобы объяснять их в словесной форме. Скриншоты — это способ избежать заполнения многочисленных форм и вместо этого отправлять замечания и комментарии простым методом «указания и щелчка».

## Клиенты
Usersnap обслуживает 1000 клиентов по всему миру включая такие компании, как Microsoft, Facebook, Hawaiian Airlines, Runtastic, и такие вузы, как Нью-Йоркский университет, Колумбийский университет, Университет Дьюка и Техасский университет A&M. Usersnap также используют некоммерческие организации, такие как МАгАтЭ и Национальная библиотека Новой Зеландии.